# 横田良一
横田 良一 （1911年9月10日 - 1936年1月10日）は戦前に活躍した、日本の男性歌手である。
「天草小唄」「アリランの唄」などのヒット曲がある。本名は中道實穂。

## 年譜
| 1911年 | 9月10日  | 中道音市・キクノの長男として、亀浦村太田（現天草市二浦町亀浦太田）に生まれる。 |
| 1913年 | 9月10日  | 2歳 戸籍上の出生年月日。 |
| 1914年 | 7月      | 3歳 第一次世界大戦勃発。 |
| 1918年 | 4月1日   | 7歳 天草郡亀浦村白石尋常小学校に入学。〈註〉良一の出生時、母のキクノが戸籍上15歳に達していなかったので、出生及び小学校入学が2年遅れとなっている（校名の白石は、字名）。 |
| 1923年 |          | 12歳 父音市、八幡に転住、八幡製鉄に勤める。良一は祖父の許で暮らす。 |
| 1924年 | 3月      | 13歳 白石尋常小学校卒業。家族の許へ。福岡県立八幡中等学校の入試を受けるも失敗。 |
| 1924年 | 4月      | 八幡市内の高等小学校高等科入学。 |
| 1925年 | 4月1日   | 14歳 門司市豊国中学校（私立）入学。八幡の父母の許から汽車で通学。突然失踪、東京へ。豊国中学校校長は西田幸太郎。彼の娘西田節子が東京音楽学院出身で、帰郷していたため彼女からピアノの指導を受けたりして、音楽の才能を伸ばす。                                                                            |
| 1929年 | 2月      | 16歳 豊国中学校終了。 |
| 1929年 | 4月      | 東京高等音楽学院（国立音楽大学前身）ピアノ科入学。ドイツ人教師レオ・シロタにピアノを、堀内敬三、古賀政男等に歌唱の個人指導を受ける。 |
| 1931年 |          | 20歳 歌手としてデビュー、藤山一郎と共に注目を浴びる。 |
| 1931年 | 3月      | 故郷二浦に帰り、郡内の小学校、天草中学、本渡高等女学校で独唱会を開き音楽行脚。 |
| 1931年 | 4月      | 熊本へ出て、熊本市内各中学校で独唱会を開く。 |
| 1931年 | 4月20日  | 私立鎮西中等学校音楽教師となる。 |
| 1931年 | 7月      | 教師を辞めて上京。以後、徴兵検査を受けるまで、故郷との接触を断つ。 |
| 1932年 |          | 21歳 歌手として1934年までコロムビア、ニットー、タイヘイ、テイチク、タイヨー、オーゴン等のレコード会社から多くの歌謡曲を録音。自身最初のレコードの吹込年月、曲名は不明。 |
| 1933年 | 春       | 22歳 徴兵検査のため帰郷。検査の結果不合格。そのまま天草に留まり、天草各地の学校を巡回して、新しい歌謡曲を紹介する。 |
| 1933年 | 6月20日  | 天草小唄の歌詞を募集。郷土紙みくに社社長の吉見教英と出会い、みくに社後援で、みくに紙に歌詞募集の広告を出す。横田が天草小唄を録音したいと考えたのは、郷土天草を広く全国へ知らしめたいと考えたためと、雲仙が国立公園に指定されようとしていたので、天草もそれに組み入れられるための運動の一環でもあった。 |
| 1933年 | 8月17日  | 天草小唄の歌詞入選が決定。入選者は熊本市職員平野雅昿（旧名正夫）。 |
| 1933年 | 8月29日  | 上京。作曲は古賀政男に依頼しようとしたが、古賀が病気のため、大村能章に依頼。 |
| 1933年 | 9月22日  | 日本コロムビアにて「天草小唄」を録音。芸名は横山良三。 |
| 1933年 | 10月20日 | 「天草小唄」発売。定価1円50銭。大ヒット。裏面は「天草民謡」。作詞・肥前泰隆、作曲・大村能章、歌・赤坂小梅。 |
| 1934年 | 3月16日  | 日本最初の国立公園「雲仙国立公園」指定。天草は入らず。 |
| 1934年 | 夏       | 「牛深小唄」の依頼を受け、視察のため牛深へ。「牛深小唄」の作詞を依頼する前提で平野雅昿を伴う。 |
| 1934年 | 11月     | 23歳 喉頭結核を発症。 |
| 1935年 | 2月      | 24歳 重体となる。東大病院で手術を受けようとするが、多額の費用を捻出できず断念。 |
| 1935年 | 3月      | 妻・登美子を伴い、父の許・八幡に帰る。 |
| 1935年 | 4月      | 鹿児島県出水市に転居していた祖父・嘉市の許に身を寄せ治療に専念。 |
| 1935年 | 7月      | 妻・登美子を東京へ帰す。 |
| 1935年 | 11月     | 八幡の両親の許へ帰る。 |
| 1936年 | 1月10日  | 午前6時、両親の許で急逝。享年24歳。 |
| 1939年 |          | 吉見らの骨折りで、「牛深小唄」発売。 |
| 1953年 | 5月      | 「天草小唄」再生版発売。裏面は「肥後五十四万石」。 |
| 1953年 | 9月25日  | 浜名志松、みくに紙に「天才歌手 横田良一伝」連載開始。1954年4月30日号迄、28回連載。 |
| 1960年 | 7月24日  | 本渡港に「天草小唄」歌碑が建立。 |
| 1979年 | 7月      | 浜名志松、『横田良一伝』を発行。 |
| 1982年 | 11月     | 牛深市（現天草市牛深町）で第1回横田良一顕彰音楽祭が開催。1986年まで継続。 |
| 1986年 | 12月     | 牛深市二浦町（現天草市二浦町）に「横田良一生誕の地」/「天草小唄歌碑」顕彰碑が建立。 |
| 1998年 |          | 第1回横田良一音楽祭が開催。 |